# Rembrandt (film 1999)
Rembrandt è un film del 1999 diretto da Charles Matton e basato sulla vita del pittore olandese Rembrandt Harmenszoon Van Rijn.

## Riconoscimenti
- César Awards 2000: Miglior Design di Produzione (Philippe Chiffre)
- Nomination ai César Awards 2000: Migliori Costumi (Eve-Marie Arnault)